# Лазарево (городской округ Клин)
Лазарево — деревня в Клинском районе Московской области, в составе Нудольского сельского поселения. Население — 2 чел. (2010). До 2006 года Лазарево входило в состав Малеевского сельского округа.
Деревня расположена в южной части района, примерно в 12 км к югу от райцентра Клин, на левом берегу реки Катыш (правый приток Истры), высота центра над уровнем моря 177 м. Ближайшие населённые пункты — Надеждино на севере и, на противоположном берегу реки, Марино западнее и Красный Холм южнее.

## Население
| 2002 | 2006 | 2010 |
| ---- | ---- | ---- |
| 0    | →0   | ↗2   |